# Neothauma
Neothauma é um género de gastrópode  da família Viviparidae.
Este género contém as seguintes espécies:
- Neothauma tanganyicense E. A. Smith, 1880